# Вайл им Шьонбух
Вайл им Шьонбух (на немски: Weil im Schönbuch) е селище и община в Германия, в Баден-Вюртемберг.
Влиза в състава на район Бьоблинген. Населението е 10 021 души (към 31 декември 2006 г.). Заема площ от 26,14 км².
Общината се подразделя на 6 селски окръга.

## Личности
Тук е починал Ерих Хартман.